# (9575) 1989 BW1
1989 بي دابليو 1 (ويعرف أيضًا باسم (9575) 1989 بي دابليو 1 وفق تسمية الكوكب الصغير) (بالإنجليزية: 1989 BW1)‏ هو كويكب ضمن حزام الكويكبات؛ وترتيبه 9575 من حيث الاكتشاف.
اكتُشف هذا الجُرم الفلكي بواسطة Antonín Mrkos ‏ في 29 يناير 1989.

## وصلات خارجية
- (9575) 1989 BW1 في قاعدة بيانات مختبر الدفع النفاث لأجرام النظام الشمسي الصغيرة

- الاكتشاف · مخطط المدار ·  العناصر المدارية · المعلمات المادية

- (9575) 1989 BW1 على موقع ويكي سكاي: DSS2, SDSS, GALEX, IRAS, Hydrogen α, X-Ray, Astrophoto, Sky Map, Articles and images